# Mount Pleasant (Contea di Westmoreland, Pennsylvania)
Mount Pleasant è una township degli Stati Uniti d'America, nella Contea di Westmoreland, Pennsylvania.